# Carmen Simion
Carmen Simion (5 de mayo de 1970) es una deportista rumana que compitió en piragüismo en la modalidad de aguas tranquilas. Ganó una medalla de bronce en el Campeonato Mundial de Piragüismo de 1993 en la prueba de K2 5000 m.

## Palmarés internacional
| Campeonato Mundial | Campeonato Mundial     | Campeonato Mundial | Campeonato Mundial |
| Año                | Lugar                  | Medalla            | Evento             |
| ------------------ | ---------------------- | ------------------ | ------------------ |
| 1993               | Copenhague (Dinamarca) | Medalla de bronce  | K2 5000 m          |